# Tony Wegas

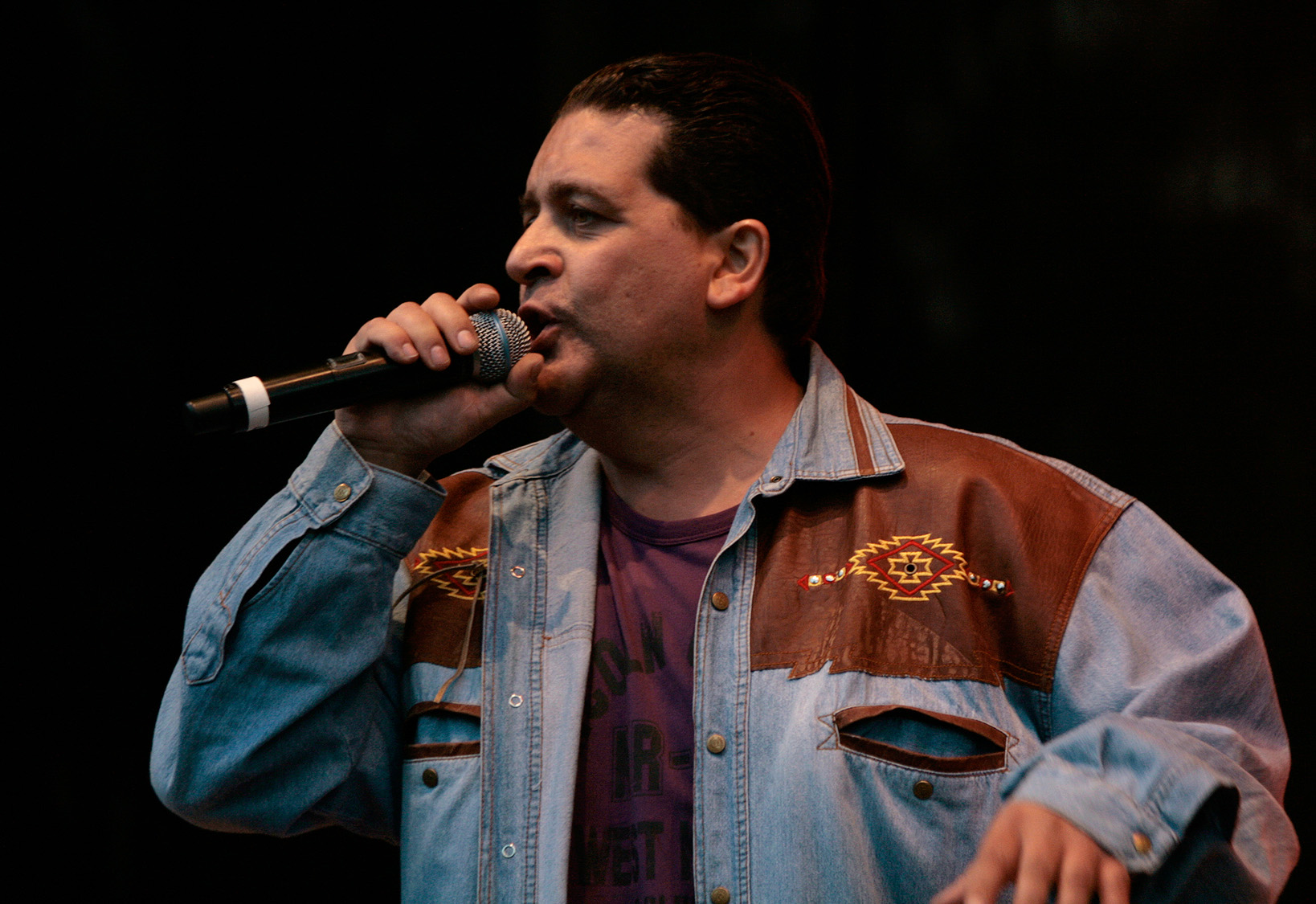
Tony Wegas in 2009

Tony Wegas (Oberschützen, 3 mei 1965) is een Oostenrijkse zanger. Zijn wortels liggen in Hongarije.
Hij vertegenwoordigde Oostenrijk op het Eurovisiesongfestival 1992 in Malmö met het lied Zusammen geh'n en werd tiende.
Een jaar later nam hij opnieuw deel, dit keer met Maria Magdalena waarmee hij als veertiende eindigde.
Tony is getrouwd met Sabine Petzl, met wie hij een zoontje heeft.
1957: Bob Martin · 
1958: Liane Augustin · 
1959: Ferry Graf · 
1960: Harry Winter · 
1961: Jimmy Makulis · 
1962: Eleonore Schwarz · 
1963: Carmela Corren · 
1964: Udo Jürgens · 
1965: Udo Jürgens · 
1966: Udo Jürgens · 
1967: Peter Horton · 
1968: Karel Gott · 
1971: Marianne Mendt · 
1972: Milestones · 
1976: Waterloo & Robinson · 
1977: Schmetterlinge · 
1978: Springtime · 
1979: Christina Simon · 
1980: Blue Danube · 
1981: Marty Brem · 
1982: Mess · 
1983: Westend · 
1984: Anita · 
1985: Gary Lux · 
1986: Timna Brauer · 
1987: Gary Lux · 
1988: Wilfried · 
1989: Thomas Forstner · 
1990: Simone · 
1991: Thomas Forstner · 
1992: Tony Wegas · 
1993: Tony Wegas · 
1994: Petra Frey · 
1995: Stella Jones · 
1996: George Nussbaumer · 
1997: Bettina Soriat · 
1999: Bobbie Singer · 
2000: The Rounder Girls · 
2002: Manuel Ortega · 
2003: Alf Poier · 
2004: Tie Break · 
2005: Global Kryner · 
2007: Eric Papilaya · 
2011: Nadine Beiler · 
2012: Trackshittaz · 
2013: Natália Kelly · 
2014: Conchita Wurst · 
2015: The Makemakes · 
2016: Zoë · 
2017: Nathan Trent · 
2018: Cesár Sampson · 
2019: PÆNDA · 
2021: Vincent Bueno · 
2022: LUM!X feat. Pia Maria · 
2023: Teya & Salena · 
2024: Kaleen · 
2025: JJ
- Gemeinsame Normdatei: 122758072
- International Standard Name Identifier: 0000 0000 1607 3037
- MusicBrainz: 220c3ad0-0e64-49bd-a55e-3b1cab91524b
- Virtual International Authority File: 27961701
- WorldCat: E39PBJfrT9XTpw8jkwhD7DbPQq